# Chimes of Freedom (Bruce Springsteen)
Chimes of Freedom è un EP dal vivo di Bruce Springsteen pubblicato dalla Columbia Records nel 1988 per sostenere la tournée di Amnesty International Human Rights Now! cui partecipò il cantante con la E Street Band nell'autunno di quell'anno.

## Tracce
1. Tougher Than the Rest
2. Be True
3. Chimes of Freedom
4. Born to Run

## Formazione
- Bruce Springsteen - voce, chitarra, armonica a bocca
- Clarence Clemons - sassofono, percussioni, cori
- Roy Bittan - sintetizzatore, pianoforte, tastiere, cori
- Danny Federici - organo, pianoforte, glockenspiel, tastiere, cori
- Garry Tallent - basso elettrico, cori
- Max Weinberg - batteria
- Patti Scialfa - cori, chitarra
- Nils Lofgren - chitarra